# Danny Fields

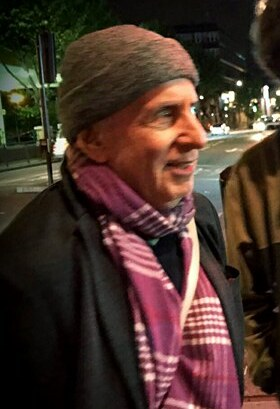
Danny Fields (2017)

Danny Fields, eigentlich Daniel Feinberg (* 1941 in New York City), ist ein US-amerikanischer Musikmanager. Er ist bekannt für seinen Einfluss auf die Entstehung des Punk. Er managte unter anderem MC5, The Stooges, die Ramones, Steve Forbert, Jonathan Richman und The Modern Lovers.

## Leben
Fields war, nach einer kurzen Tätigkeit als technischer Assistent in Andy Warhols Factory, ab 1966 Angestellter von Elektra Records, wo er unter anderem mit The Doors, Arthur Lee und Love zusammenarbeitete. Später wechselte er zu Atlantic Records. Nebenbei trat er auch als Herausgeber des 16 Magazine auf und arbeitete als Kolumnist für die SoHo Weekly News. Von 1968 bis 1969 moderierte er an zwei Tagen in der Woche eine Radiosendung beim damals noch jungen Sender WFMU in New Jersey.

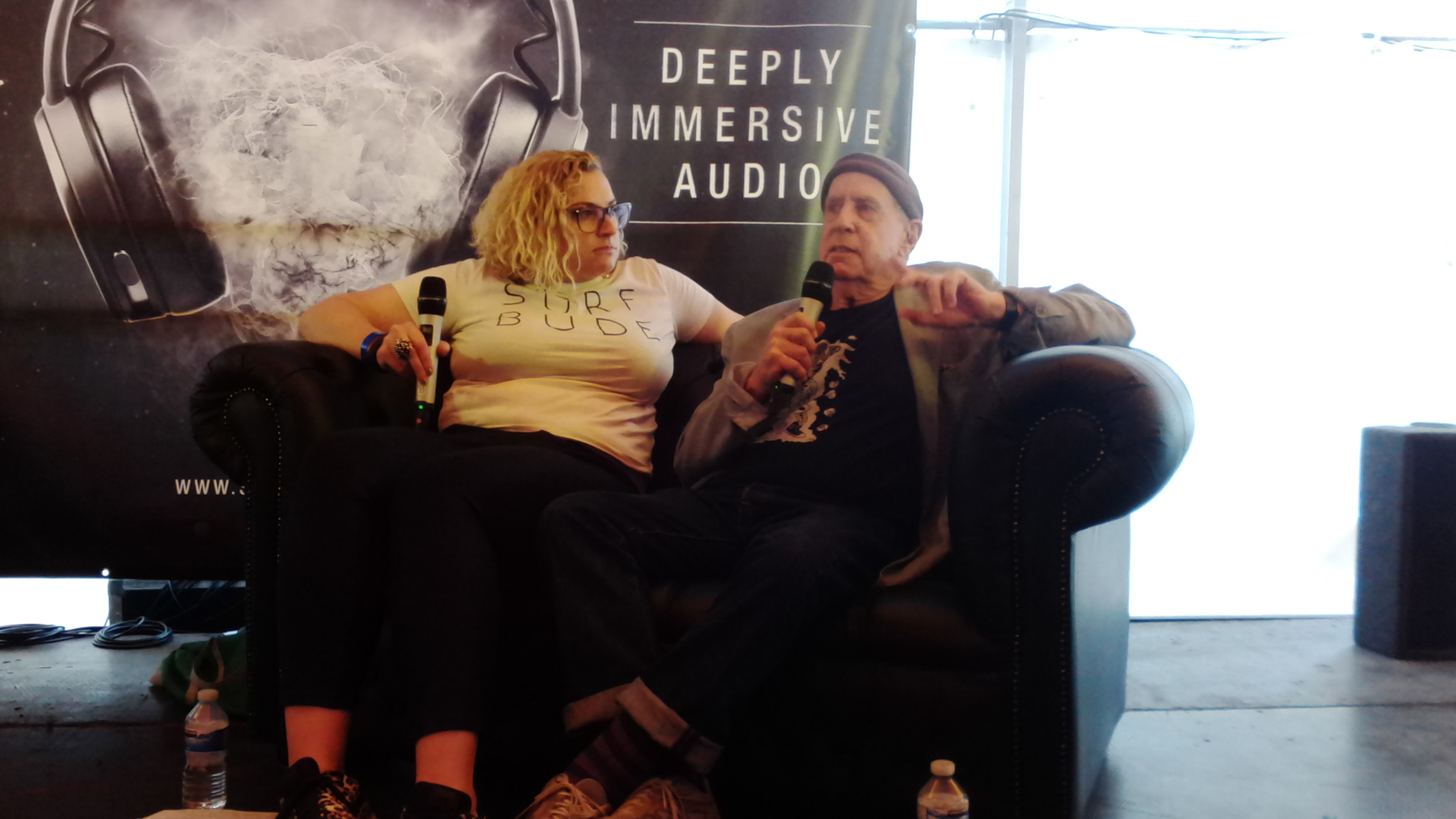
Fields und Jennifer Otter Bickerdike (2017)

In den letzten Jahren ist Fields vor allem durch Publikationen zur Geschichte der Rockmusik und durch Dokumentarfilme über Musiker (Nico, Ramones, Jeff Buckley) im Gedächtnis geblieben. In Jim Jarmuschs Dokumentarfilm Gimme Danger (USA 2016) äußerte sich Danny Fields zu den Stooges und den MC5, die er im September 1968 zeitgleich für Elektra unter Vertrag genommen hatte.

## Schriften
- Mit Randi Reisfeld: Who’s your fave rave? New York, 1997 (Musikerprofile aus dem 16 Magazine)
- Mit Cyrinda Foxe-Tyler: Dream on. Livin’ on the edge with Steven Tyler & Aerosmith. New York, 2000
- Linda McCartney. London, 2000
- My Ramones. Reel Art Press, London, 2018